# Charles Nieleveld
Charles Johan (Charles) Nieleveld (Paramaribo, 23 november 1918 – ?) was een Surinaams kunstenaar en dammer. Medio jaren 1950 trok hij de aandacht als tekenaar. Ruim een decennium later was hij de maker van de monumenten Voor de Gevallenen en van Johannes Helstone in het centrum van Paramaribo. Vanaf 1952 was hij bestuurder bij de Surinaamse Dambond.

## Biografie
Charles Nieleveld droeg bij de geboorte de achternaam Bronne van zijn moeder Albertina Wilhelmine Bronne. Op 20 januari 1919 erkenden zij en zijn vader Julius Herman Nieleveld hem als hun natuurlijk kind. Hij was als kind een leerling van de Griekse kunstenaar John Pandellis, die van 1922 tot rond 1930 in Paramaribo woonde en werkte.
In 1935 hingen in de hal van de bioscoop Bellevue twee potloodtekeningen van Nieleveld met uitbeeldingen van de filmsterren Maurice Chevalier en Jeanette MacDonald. Het nieuwsblad Suriname schreef hier in 1935 over: "Wie deze filmsterren op het witte doek gezien heeft zal geredelijk moeten toegeven dat deze tekeningen een kunstwerk zijn ... De lach van Maurice, zijn lippen ... zijn in hun volle waarde teruggegeven." Naast portretten tekende hij borduurpatronen en schreef hij spreuken, teksten en naamborden. Ook werd zijn tekenkunst vertoond in de uitstalkasten van Warenhuis Kersten.
Beroepsmatig begon hij in 1937 als tekenaar bij de Surinaamsche Waterleiding Maatschappij (SWM). Tijdens zijn 40-jarige jubileum in 1977 was hij opgeklommen tot coördinator van alle technische diensten. Sinds 1940 was hij gehuwd met Heloise Eugenie de Vries met wie hij een gezin stichtte.
In 1948 werd het monument ter herinnering aan de musicus en schrijver Johannes Helstone onthuld bij de Centrumkerk. Dit monument is door Nieleveld ontworpen en ook de uitvoering werd door hem gedaan. De graveringen van zijn beeltenis werden gemaakt door de kunstenaar Johan Mezas. Ook was hij de maker van het Monument voor de Gevallenen dat twee jaar later werd onthuld aan de Waterkant. Dit monument herdenkt de Surinaamse slachtoffers tijdens de Tweede Wereldoorlog.
Daarnaast was hij actief in de Surinaamse damsport. In 1950 werd hij voorzitter van de damclub Ontwaak die kort ervoor was opgericht door Frits Dalaysingh. Daarnaast werd hij vicevoorzitter van de Surinaamse Dambond, toen die in 1952 werd opgericht.
In april 1974 werd Charles Nieleveld benoemd tot Ridder in de Orde van Oranje-Nassau. In juni 1981 volgde ook de benoeming tot Ridder in de Ere-Orde van de Palm; deze laatste decoratie kreeg hij een jaar later uitgereikt.

## Galerij
| Helstonemonument, 1948 |  | Monument voor de Gevallenen, 1950 |
| Helstonemonument, 1948 |  | Monument voor de Gevallenen, 1950 |